# Edie Brickell (album)
Edie Brickell è il terzo album in studio da solista della cantautrice statunitense Edie Brickell, pubblicato nel 2011.

## Tracce
Testi e musiche di Edie Brickell, eccetto dove indicato.
1. Give It Another Day – 4:18
2. Pill – 3:48
3. Been So Good – 4:17
4. Always – 2:58
5. 2 O'clock in the Morning – 5:01
6. On the Avenue – 4:38
7. Waiting for Me – 3:25
8. You Came Back – 5:57
9. It Takes Love – 3:19
10. Bad Way – 5:04 (Edie Brickell, David Boyle, Charlie Sexton)